# Калініна Олена Андріївна
Олена Андріївна Калініна (нар. 24 вересня 1950, місто Бердянськ Запорізької області) — українська радянська діячка, лікар-окуліст Бердянської дитячої лікарні Запорізької області. Депутат Верховної Ради УРСР 11-го скликання.

## Біографія
Освіта вища. У 1977 році закінчила Запорізький державний медичний інститут.
Член КПРС з 1974 року.
З 1978 року — лікар-окуліст Бердянської дитячої лікарні Запорізької області.

## Нагороди
- ордени
- медалі